# Таня Ступар-Трифунович
Таня Ступар-Трифунович (серб. Тања Ступар Трифуновић, 20 серпня 1977, Задар) — сербська боснійська письменниця, що видала чотири книги віршів і одну книгу притч. Лауреат кількох боснійських премій в галузі поезії та прози.

## Біографія
Народилася в 1977 році в Задарі. Закінчила філософський факультет, кафедру сербської мови та літератури Баня-Лукського університету. У зв'язку з війною переїхала в Баня-Луку. Видала чотири книги віршів і одну книгу притч, вірші перекладені на англійську, німецьку, польську, словенську, македонську, угорську, данську, французьку та російську мови. Книга «Про що думають варвари за сніданком» була номінована на премію CEE Literature Award (літературна премія Східної і Південно-Східної Європи) як краща книга 2007—2008 років в Боснії і Герцеговині, потрапила в шорт-лист, за що Ступар-Трифунович отримала в подарунок будинок у Відні. У 2009 році книга «Головний герой — людина, яка закохалася в невдачу» отримала приз «Фра Грго Мартич» як краща книга віршів, увійшла в кілька боснійських і зарубіжних збірок віршів. Ступар-Трифунович також є редактором літературного журналу «Путеви». Номінувалася на премію EU Prize for Literature 2016.